# ランブリングアレー
ランブリングアレー（欧字名:Rambling Alley、2016年3月24日 - ）は、日本の競走馬。主な勝ち鞍に2021年の中山牝馬ステークス。
馬名の意味は、「田園や森林などを散策すること」＋「小径」。

## 戦績

### デビュー前
2016年3月24日、社台ファームで誕生。一口馬主法人「社台サラブレッドクラブ」から総額5,000万円（1口125万円×40口）で募集された。その後、栗東の友道康夫厩舎に入厩する。

### 2歳（2018年）
10月6日、2歳新馬戦（京都芝1600m）でデビュー。中団から直線で抜け出しアルポルトの追い込みをアタマ差凌いでデビュー戦を勝利で飾る。2戦目、白菊賞はいったんは先頭に立つもラヴズオンリーユーに交わされ2着に敗れた。

### 3歳（2019年）
3歳初戦は重賞のフラワーカップに挑戦、勝ったコントラチェックに2馬身半差の3着に入る。続く忘れな草賞は4着に敗れた。その後は左前脚に骨瘤を発症し、休養に入る。6か月半の休養明けとなった3歳以上1勝クラスは勝ち馬から2馬身半差の2着と好走、しかし、次走の3歳以上1勝クラスは10着と初めての二桁着順に沈んだ。

### 4歳（2020年）
4歳初戦となった日田特別はスタートからハナを切るとそのまま後続に1馬身1/4差をつけ逃げ切り2勝目を飾る。昇級初戦、四国新聞杯は2番手追走から先頭に立つもマルシュロレーヌに差し切られ2着となる。続く糺の森特別は単勝1.6倍の断然人気に応え2馬身半差の完勝、3勝目を挙げた。次走、垂水ステークスは好位から抜け出し2着ショウナンバルディに1馬身半差をつけ1着、連勝でオープン昇級を果たした。1番人気推された小倉記念は4コーナーで早め先頭に立ったが6着に敗れた。続くカシオペアステークスは好位でレースを進め、直線で先頭に立つと内から脚を伸ばしてきたボッケリーニに半馬身差をつけ快勝した。その後ターコイズステークスに出走し7着に終わった。

### 5歳（2021年）
5歳初戦の愛知杯は道中中団から直線で間を割って伸びたものの外からマジックキャッスルにクビ差捕らえられ惜しくも2着に敗れた。続く中山牝馬ステークスは不良馬場で行われ中団後方で脚を溜めると、直線では大外から追い込み逃げ粘るロザムールをハナ差差し切って勝利。重賞初制覇を飾った。初のGI出走となったヴィクトリアマイルは10番人気と低評価だったが勝ったグランアレグリアには4馬身離されたものの横一線の激戦となった2着争いをクビ差前に出て2着に入った。その後は休養に入り、エリザベス女王杯を目標に向けてオールカマーで復帰したが、直線で伸びを欠き7着に敗れる。続くエリザベス女王杯は中団からやや捲り気味に前に上がったが直線で力尽き9着に終わった。

### 6歳（2022年）
6歳初戦として、小倉大賞典(GIII)に出走。レースでは中団前方から外へ持ち出し、勝ち馬アリーヴォにかわされてからもしぶとく食い下がり、2着に踏ん張った。3月13日の金鯱賞ではジャックドールの9着に終わった。レース後の3月16日に所有する社台サラブレッドクラブにより現役を引退して繁殖入りすることが発表された。3月23日付で競走馬登録を抹消、引退後は故郷の社台ファームで繁殖牝馬となる。

## 競走成績
以下の内容は、JBISサーチおよびnetkeiba.comに基づく。
| 競走日     | 競馬場 | 競走名           | 格      | 距離（馬場）  | 頭 数 | 枠 番 | 馬 番 | オッズ （人気） | 着順 | タイム （上り3F） | 着差 | 騎手      | 斤量 [kg] | 1着馬（2着馬）         | 馬体重 [kg] |
| ---------- | ------ | ---------------- | ------- | ------------- | ----- | ----- | ----- | --------------- | ---- | ----------------- | ---- | --------- | --------- | ---------------------- | ----------- |
| 2018.10.06 | 京都   | 2歳新馬          |         | 芝1600m（良） | 13    | 5     | 6     | 007.80（3人）   | 01着 | R1:37.3（33.9）   | -0.0 | 0浜中俊   | 54        | （アルポルト）         | 458         |
| 0000.11.25 | 京都   | 白菊賞           | 500万下 | 芝1600m（良） | 9     | 2     | 2     | 005.90（3人）   | 02着 | R1:33.9（34.3）   | -0.3 | 0浜中俊   | 54        | ラヴズオンリーユー     | 464         |
| 2019.03.16 | 中山   | フラワーC        | GIII    | 芝1800m（良） | 13    | 7     | 10    | 017.30（5人）   | 03着 | R1:47.8（34.4）   | -0.4 | 0浜中俊   | 54        | コントラチェック       | 470         |
| 0000.04.07 | 阪神   | 忘れな草賞       | L       | 芝2000m（良） | 9     | 6     | 6     | 003.90（2人）   | 04着 | R2:01.2（35.5）   | -0.6 | 0浜中俊   | 54        | ラヴズオンリーユー     | 466         |
| 0000.10.26 | 京都   | 3歳上1勝クラス   |         | 芝2000m（重） | 9     | 8     | 9     | 003.50（2人）   | 02着 | R2:02.5（35.9）   | -0.4 | 0藤岡康太 | 53        | プライドランド         | 468         |
| 0000.11.16 | 京都   | 3歳上1勝クラス   |         | 芝1600m（良） | 18    | 5     | 10    | 003.10（2人）   | 10着 | R1:34.9（35.7）   | -0.9 | 0藤岡康太 | 54        | ハッシュゴーゴー       | 470         |
| 2020.02.09 | 小倉   | 日田特別         | 1勝     | 芝1800m（良） | 11    | 2     | 2     | 002.70（1人）   | 01着 | R1:47.5（35.4）   | -0.2 | 0吉田隼人 | 54        | （イルーシヴゴールド） | 460         |
| 0000.03.29 | 阪神   | 四国新聞杯       | 2勝     | 芝2000m（稍） | 9     | 7     | 7     | 003.40（2人）   | 02着 | R2:01.5（35.6）   | -0.1 | 0吉田隼人 | 55        | マルシュロレーヌ       | 464         |
| 0000.05.03 | 京都   | 糺の森特別       | 2勝     | 芝1800m（良） | 9     | 4     | 4     | 001.60（1人）   | 01着 | R1:46.0（34.3）   | -0.4 | 0武豊     | 55        | （ハローユニコーン）   | 472         |
| 0000.06.21 | 阪神   | 垂水S            | 3勝     | 芝2000m（良） | 16    | 6     | 11    | 003.00（1人）   | 01着 | R1:59.1（35.8）   | -0.3 | 0福永祐一 | 55        | （ショウナンバルディ） | 466         |
| 0000.08.16 | 小倉   | 小倉記念         | GIII    | 芝2000m（良） | 14    | 8     | 14    | 002.70（1人）   | 06着 | R1:58.2（35.8）   | -0.7 | 0武豊     | 53        | アールスター           | 458         |
| 0000.11.01 | 京都   | カシオペアS      | L       | 芝1800m（良） | 18    | 2     | 3     | 004.40（2人）   | 01着 | R1:46.1（34.5）   | -0.1 | 0吉田隼人 | 54        | （ボッケリーニ）       | 478         |
| 0000.12.19 | 中山   | ターコイズS      | GIII    | 芝1600m（良） | 16    | 7     | 14    | 005.00（2人）   | 07着 | R1:35.1（35.8）   | -0.5 | 0吉田隼人 | 55        | スマイルカナ           | 470         |
| 2021.01.16 | 中京   | 愛知杯           | GIII    | 芝2000m（良） | 18    | 7     | 14    | 010.10（6人）   | 02着 | R1:58.7（35.4）   | -0.0 | 0福永祐一 | 54        | マジックキャッスル     | 480         |
| 0000.03.13 | 中山   | 中山牝馬S        | GIII    | 芝1800m（不） | 16    | 7     | 13    | 011.10（7人）   | 01着 | R1:54.8（39.2）   | -0.0 | 0武豊     | 55        | （ロザムール）         | 474         |
| 0000.05.16 | 東京   | ヴィクトリアM    | GI      | 芝1600m（良） | 18    | 4     | 8     | 075.2（10人）   | 02着 | R1:31.7（33.2）   | -0.7 | 0吉田隼人 | 55        | グランアレグリア       | 466         |
| 0000.09.26 | 中山   | オールカマー     | GII     | 芝2200m（良） | 16    | 3     | 6     | 007.10（4人）   | 07着 | R2:12.5（35.4）   | -0.6 | 0戸崎圭太 | 54        | ウインマリリン         | 474         |
| 0000.11.14 | 阪神   | エリザベス女王杯 | GI      | 芝2200m（良） | 17    | 3     | 6     | 012.30（6人）   | 09着 | R2:12.8（36.9）   | -0.7 | 0吉田隼人 | 56        | アカイイト             | 478         |
| 2022.02.20 | 小倉   | 小倉大賞典       | GIII    | 芝1800m（稍） | 16    | 6     | 12    | 006.10（3人）   | 02着 | R1:49.5（35.8）   | -0.3 | 0藤岡康太 | 55.5      | アリーヴォ             | 482         |
| 0000.03.13 | 中京   | 金鯱賞           | GII     | 芝2000m（良） | 13    | 8     | 12    | 037.8（10人）   | 09着 | R1:58.2（37.8）   | -1.0 | 0藤岡康太 | 54        | ジャックドール         | 478         |

## 繁殖成績
|       | 馬名                     | 生年   | 性 | 毛色 | 父                     | 馬主                   | 厩舎           | 戦績           |
| ----- | ------------------------ | ------ | -- | ---- | ---------------------- | ---------------------- | -------------- | -------------- |
| 初仔  | ストラドーネ             | 2023年 | 牡 | 鹿毛 | マインドユアビスケッツ | （有）社台レースホース | 栗東・中竹和也 | （デビュー前） |
| 2番仔 | ランブリングアレーの2024 | 2024年 | 牝 | 鹿毛 | ルーラーシップ         |                        |                |                |

- 2025年4月11日現在

## 血統表
| ランブリングアレーの血統        | ランブリングアレーの血統                                                   | ランブリングアレーの血統                                                   | （血統表の出典）                                                           | （血統表の出典） |
| 父系                            | サンデーサイレンス系                                                       | サンデーサイレンス系                                                       | サンデーサイレンス系                                                       | [ § 2 ]          |
| 父 ディープインパクト 2002 鹿毛 | 父の父*サンデーサイレンス Sunday Silence 1986 青鹿毛                       | Halo                                                                       | Hail to Reason                                                             | Hail to Reason   |
| 父 ディープインパクト 2002 鹿毛 | 父の父*サンデーサイレンス Sunday Silence 1986 青鹿毛                       | Halo                                                                       | Cosmah                                                                     |                  |
| 父 ディープインパクト 2002 鹿毛 | 父の父*サンデーサイレンス Sunday Silence 1986 青鹿毛                       | Wishing Well                                                               | Understanding                                                              | Understanding    |
| 父 ディープインパクト 2002 鹿毛 | 父の父*サンデーサイレンス Sunday Silence 1986 青鹿毛                       | Wishing Well                                                               | Mountain Flower                                                            |                  |
| 父 ディープインパクト 2002 鹿毛 | 父の母*ウインドインハーヘア 1991 鹿毛                                      | Alzao                                                                      | Lyphard                                                                    | Lyphard          |
| 父 ディープインパクト 2002 鹿毛 | 父の母*ウインドインハーヘア 1991 鹿毛                                      | Alzao                                                                      | Lady Rebecca                                                               |                  |
| 父 ディープインパクト 2002 鹿毛 | 父の母*ウインドインハーヘア 1991 鹿毛                                      | Burghclere                                                                 | Busted                                                                     | Busted           |
| 父 ディープインパクト 2002 鹿毛 | 父の母*ウインドインハーヘア 1991 鹿毛                                      | Burghclere                                                                 | Highclere                                                                  |                  |
| 母 ブルーミングアレー 2007 鹿毛 | 母の父*シンボリクリスエス 1999 黒鹿毛                                      | Kris S.                                                                    | Roberto                                                                    | Roberto          |
| 母 ブルーミングアレー 2007 鹿毛 | 母の父*シンボリクリスエス 1999 黒鹿毛                                      | Kris S.                                                                    | Sharp Queen                                                                |                  |
| 母 ブルーミングアレー 2007 鹿毛 | 母の父*シンボリクリスエス 1999 黒鹿毛                                      | Tee Kay                                                                    | Gold Meridian                                                              | Gold Meridian    |
| 母 ブルーミングアレー 2007 鹿毛 | 母の父*シンボリクリスエス 1999 黒鹿毛                                      | Tee Kay                                                                    | Tri Argo                                                                   |                  |
| 母 ブルーミングアレー 2007 鹿毛 | 母の母*プリンセスオリビア Princess Olivia 1995 栗毛                        | Lycius                                                                     | Mr. Prospector                                                             | Mr. Prospector   |
| 母 ブルーミングアレー 2007 鹿毛 | 母の母*プリンセスオリビア Princess Olivia 1995 栗毛                        | Lycius                                                                     | Lypatia                                                                    |                  |
| 母 ブルーミングアレー 2007 鹿毛 | 母の母*プリンセスオリビア Princess Olivia 1995 栗毛                        | Dance Image                                                                | Sadler's Wells                                                             | Sadler's Wells   |
| 母 ブルーミングアレー 2007 鹿毛 | 母の母*プリンセスオリビア Princess Olivia 1995 栗毛                        | Dance Image                                                                | Diamond Spring                                                             |                  |
| 母系(F-No.)                     | プリンセスオリビア系(FN:17-b)                                              | プリンセスオリビア系(FN:17-b)                                              | プリンセスオリビア系(FN:17-b)                                              | [ § 3 ]          |
| 5代内の近親交配                 | Hail to Reason 4×5＝9.38％、Lyphard 4×5＝9.38％、Northern Dancer5×5＝6.25% | Hail to Reason 4×5＝9.38％、Lyphard 4×5＝9.38％、Northern Dancer5×5＝6.25% | Hail to Reason 4×5＝9.38％、Lyphard 4×5＝9.38％、Northern Dancer5×5＝6.25% | [ § 4 ]          |
| 出典                            | 1. 2. 3. 4.                                                                | 1. 2. 3. 4.                                                                | 1. 2. 3. 4.                                                                | 1. 2. 3. 4.      |

- 叔父にトラヴァーズステークス勝ち馬のFlower Alley、マイルチャンピオンシップ勝ち馬のトーセンラー、天皇賞（秋）勝ち馬のスピルバーグがいる。
- そのほかの近親はグーフド#主なファミリーラインを参照。